# Goldenseeufer, Heidberg und Umgebung
Goldenseeufer, Heidberg und Umgebung ist ein Naturschutzgebiet in der schleswig-holsteinischen Gemeinde Kittlitz im Kreis Herzogtum Lauenburg.
Das rund 136 Hektar große Naturschutzgebiet ist unter der Nummer 162 in das Verzeichnis der Naturschutzgebiete des Ministeriums für Energiewende, Landwirtschaft, Umwelt und ländliche Räume eingetragen. Es wurde 2009 ausgewiesen (Datum der Verordnung: 18. September 2009) und ersetzt das bisherige Naturschutzgebiet „Goldenseeufer und Umgebung“. Das Naturschutzgebiet ist Bestandteil des EU-Vogelschutzgebietes „Schaalsee-Gebiet“ und nahezu vollständig Bestandteil des FFH-Gebietes „Schaalsee mit angrenzenden Wäldern und Seen“. Nach Nordosten grenzt es an das Naturschutzgebiet „Goldensee“ in Mecklenburg-Vorpommern, im Süden an das Naturschutzgebiet „Schaalsee mit Niendorfer Binnensee, Priestersee und Großzecher Küchensee, Phulsee, Seedorfer Küchensee und Umgebung“. Etwas nordwestlich liegt das Naturschutzgebiet „Culpiner See“. Zuständige untere Naturschutzbehörde ist der Kreis Herzogtum Lauenburg.
Das Naturschutzgebiet liegt östlich von Ratzeburg an der Landesgrenze zu Mecklenburg-Vorpommern. Es ist Teil des Grünen Bandes entlang der ehemaligen innerdeutschen Grenze. Das Naturschutzgebiet umfasst in erster Linie am Westufer des Goldensees liegende Uferbereiche sowie westlich des Sees liegende Grünland- und Waldflächen, den 6,9 Hektar großen Karpfenteich mit angrenzenden Waldflächen und den mit Wald bestandenen, knapp 62 Meter hohen Heidberg. Stellenweise sind landwirtschaftliche Nutzflächen in das Naturschutzgebiet einbezogen. 
In den Niederungsbereichen im Süden des Goldensees und um den Karpfensee stocken überwiegend naturnahe Bruchwälder, während die Waldflächen auf dem Heidberg von Buchenwäldern in der Ausprägung Hainsimsen-Buchenwald und Waldmeister-Buchenwald gebildet werden. Im Norden des Naturschutzgebietes herrscht überwiegend feuchtes Grünland vor. Im Karpfenteich siedeln Laichkraut- und Schwimmblattgesellschaften.
Das Naturschutzgebiet ist Lebensraum und Nahrungshabitat von Kranich, Weißstorch, Rohrweihe, Wespenbussard, Schwarzspecht, Mittelspecht, Neuntöter, Kiebitz, Drosselrohrsänger und Eisvogel. Es ist auch Lebensraum des Fischotters. Das Gebiet hat in Verbindung mit den benachbarten Naturschutzgebieten eine besondere Bedeutung für rastende und überwinternde Vögel.
Das Naturschutzgebiet wird von der Kreisstraße 66 gequert bzw. grenzt an diese. Im Süden grenzt das Naturschutzgebiet an die Kreisstraße 1, im Nordwesten an einen Wirtschaftsweg und landwirtschaftliche Nutzflächen.